# Simeon S. Pennewill

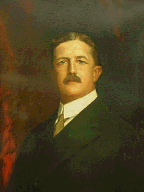
Simeon S. Pennewill

Simeon Selby Pennewill (* 23. Juli 1867 in Greenwood, Delaware; † 10. September 1935 in Dover, Delaware) war ein US-amerikanischer Politiker und von 1909 bis 1913 Gouverneur des Bundesstaates Delaware.

## Frühe Jahre
Simeon Pennewill wurde als Sohn eines Obstfarmers geboren, der sich vor allem auf den Anbau von Pfirsichen spezialisiert hatte. Simeon besuchte die öffentlichen Schulen seiner Heimat und die Wilmington Conference Academy, das spätere Wesley College in Dover. Danach arbeitete er im elterlichen Obstanbaubetrieb mit, den er auch erbte und weiterführte. Er stieg bald zu einem erfolgreichen Geschäftsmann auf, der auch in zahlreichen anderen Branchen investierte.

## Politische Laufbahn
Pennewill war Mitglied der Republikanischen Partei. Zwischen 1899 und 1907 gehörte er dem Senat von Delaware an. Im Jahr 1908 wurde er als Kandidat seiner Partei gegen Rowland G. Paynter, den Urenkel des früheren Gouverneurs Samuel Paynter und Kandidaten der Demokratischen Partei, mit 52 % der Wählerstimmen zum neuen Gouverneur seines Staates gewählt. Pennewill trat sein neues Amt am 19. Januar 1909 an.
In seiner vierjährigen Amtszeit setzte er sich für eine wirtschaftliche und effiziente Verwaltung ein. Mit Hilfe einer kontrollierten Ausgabenpolitik gelang es ihm, einen ausgeglichenen Staatshaushalt zu hinterlassen. Die in Delaware immer noch übliche Auspeitschung als Strafmaßnahme wurde zunehmend kritisiert. Der Gouverneur setzte sich, allerdings erfolglos, für eine Verbesserung dieser Situation ein. Die Ernennung seines Bruders John zum Obersten Richter (Chief Justice) von Delaware war ebenfalls umstritten. Trotzdem konnte dieser das Amt bis zu seinem Tod im Jahr 1936 ausüben.

## Weiterer Lebenslauf
Nach dem Ende seiner Gouverneurszeit zog sich Pennewill aus der Politik zurück. Er widmete sich aber weiterhin seinen privaten Geschäften. Simeon Pennewill starb im September 1935. Er war zweimal verheiratet, hatte aber keine Kinder. Beide Ehen wurden erst nach seiner Gouverneurszeit geschlossen.